# Формы времени
«Формы времени» — третий студийный альбом российской фолк-рок группы «Начало Века». Был издан в 2010 году компанией «Navigator Records». Интернет-релиз альбома «Формы времени» состоялся 10 октября 2010 года. Помимо 10-ти основных композиций, вошедших в цифровую версию, на диске в виде бонуса присутствуют треки «Тебя ждала» (для проекта «Дуэтно»), «Светит месяц» (для проекта «Наше радио» — «Соль»), а также видеоклип на песню «Колесо». Песня группы «Начало Века» — «Формы времени» вошла в саундтрек 16-серийного фильма — «Часы любви».

## Список композиций
1. Тропинка
2. Колесо
3. Всё пройдёт
4. Формы времени
5. Уж вы, голуби
6. Горница
7. Загадка
8. Золотая рыбка
9. Чудеса
10. На Ивана

- бонус

Тебя ждала (для проекта «Дуэтно»)

Светит месяц (для проекта «Соль»)

Колесо (видеоклип)

## Участники записи

### Основной состав
- Алёна Сергиевская — вокал, бэк-вокал
- Алексей Итюжов — тексты песен, звукозапись
- Михаил Санок — гитары, аранжировки
- Елена Гусева — клавишные, администрирование
- Роман Шелетов — бас-гитара, аранжировки
- Владимир Бусель — барабаны, перкуссия

### Вспомогательный состав
- Ирина Сергиевская — помощь в работе над вокальными партиями, второй вокал (6); бэк-вокал (1, 3, 7, 10)
- Наталья О’Шей — второй вокал, арфа (11)
- Никита Тихонов — бэк-вокал (5)
- Антон Крюков — акустическая гитара (11)
- Кирилл Безродных — гитара, аранжировка (6)
- Владимир Решетников — флейта (3)
- Денис Козловский — труба (2)
- Дмитрий Морозов, Ирина Гаврилова, Ульяна Щёкина, Татьяна Сергеева, Ольга Барканова, Екатерина Шишкина, Елена Шишкина (хор «Apple Voices») — (2)